# پاشکا (استان لهستان بزرگ‌تر)
پاشکا (به لهستانی:  Pasieka) یک روستا در لهستان است که در گمینا تژمشنو واقع شده‌است.